# Massaker von Debre Libanos

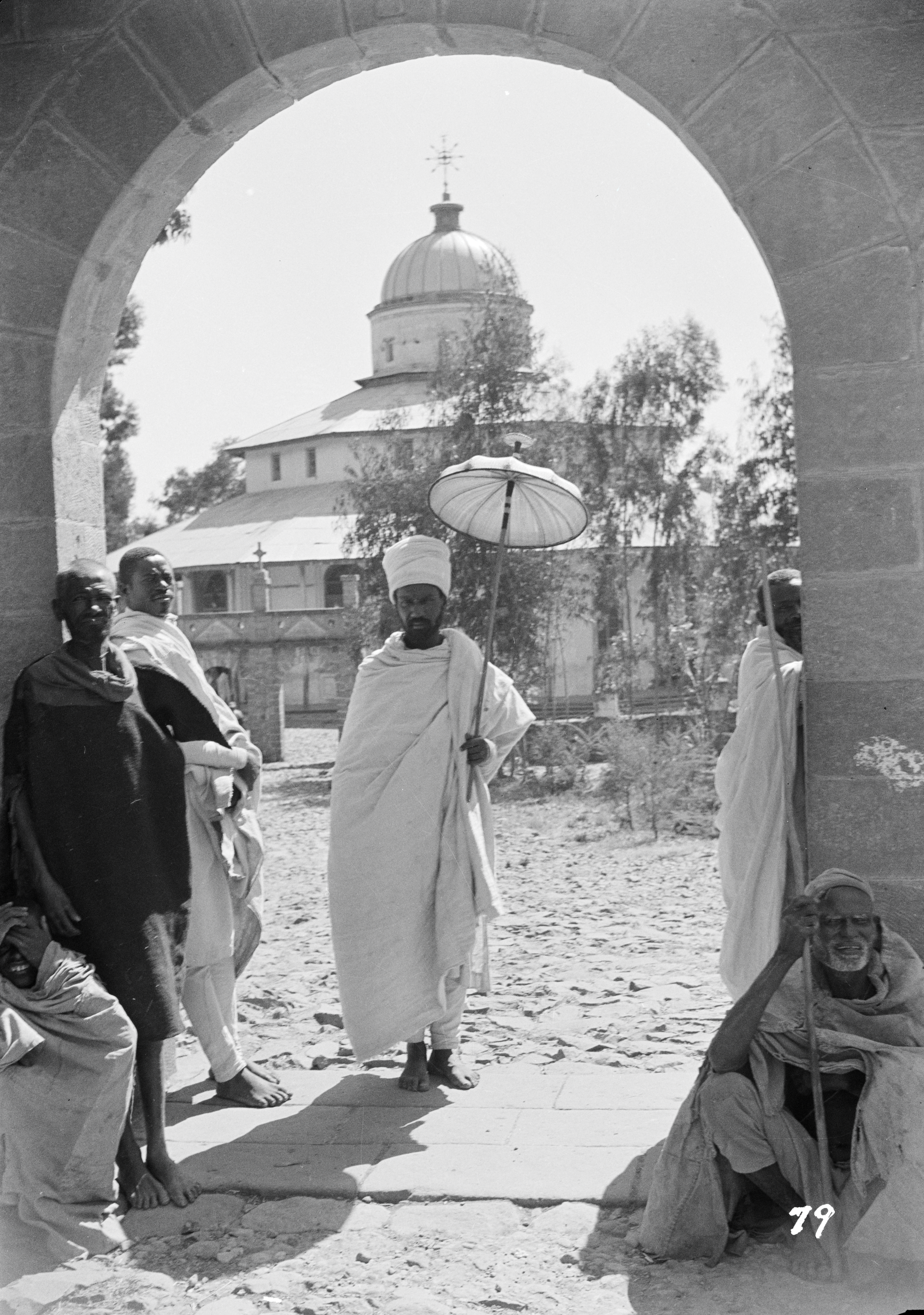
Ein hoher Priester vor der Kirche von Debre Libanos, 1934

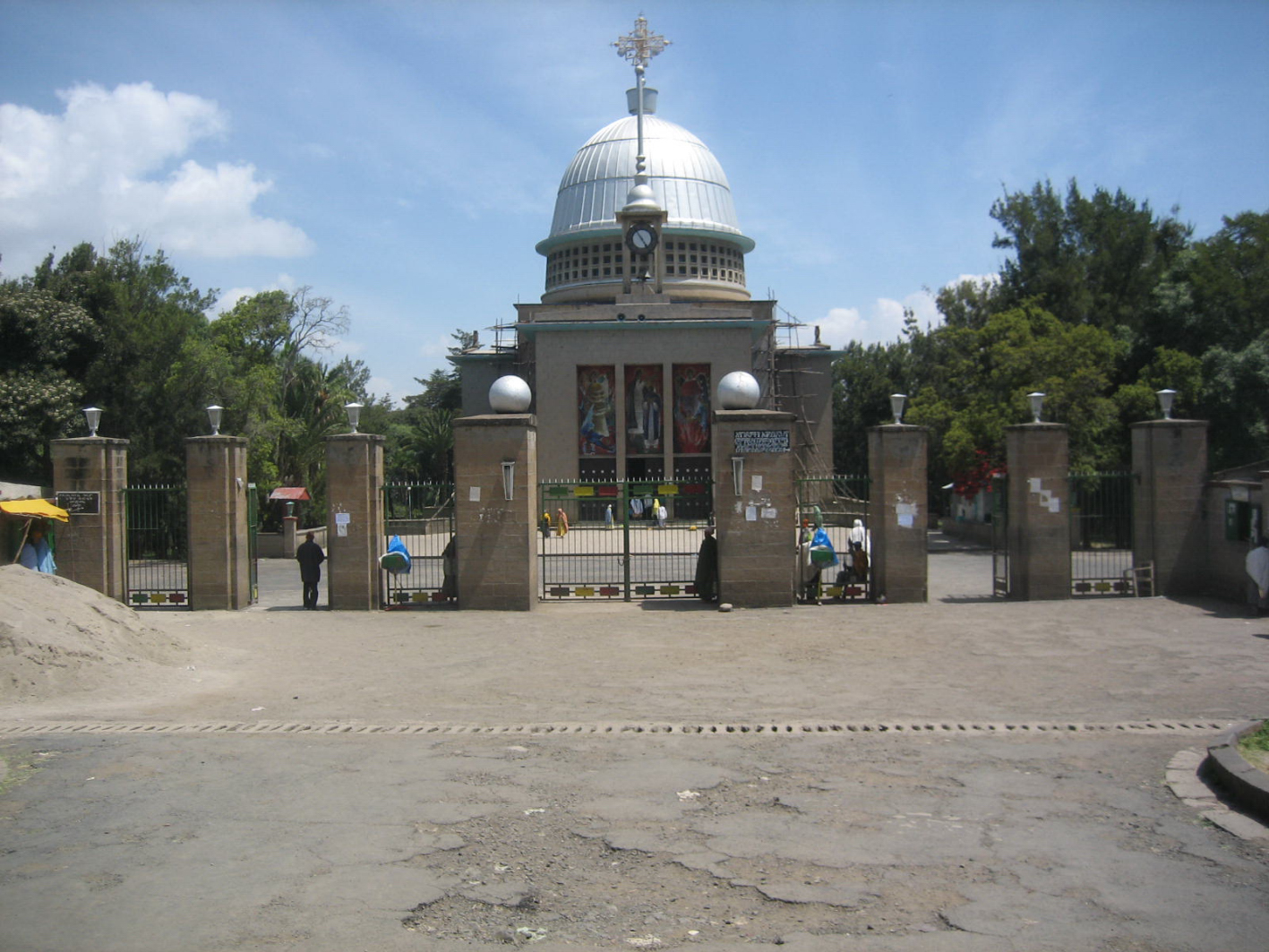
Das heutige Kloster von Debre Libanos

Beim Massaker von Debre Libanos ermordeten Offiziere des faschistischen Italien mit von ihnen befehligten Kolonialtruppen vom 19. bis 26. Mai 1937 zwischen 1800 und 2200 Geistliche, Theologiestudenten und Pilger der Klosterstadt Debre Libanos – einer der heiligsten Stätten der Äthiopisch-Orthodoxen Kirche. Das Massaker gilt als eines der schwersten Kriegsverbrechen des faschistischen Italien auf dem Territorium des früheren Kaiserreiches Abessinien (heutiges Äthiopien), das infolge des italienischen Überfalls 1936 annektiert und in die neugebildete Kolonie Italienisch-Ostafrika eingegliedert worden war.
Der Massenmord erfolgte auf persönlichen Befehl von Marschall Rodolfo Graziani, dem faschistischen Vizekönig der Kolonie. Einerseits unterstellte Graziani der Klosterstadt eine direkte Unterstützung von Attentätern der abessinischen Widerstandsbewegung, die im Februar 1937 einen gescheiterten Mordanschlag auf ihn verübt hatten. Andererseits galt Debre Libanos als im „Rebellengebiet“ liegendes Zentrum der alten christlichen Kultur Abessiniens, die der neuen italienischen Besatzungsmacht im Wege stand. Trotz fehlender Beweise rückte am 18. Mai auf Grazianis Anweisung ein Militärkonvoi unter General Pietro Maletti ins Klostergelände ein. Die italienischen Offiziere und die von ihnen befehligten libysche Askari-Einheiten trieben alle Anwesenden zusammen und sperrten sie in der Kirche Sankt Tekle Haymanot ein. Die Verhaftungswelle erfasste am nächsten Tag auch das Umland von Debre Libanos. Das Massaker begann am 19. Mai mit den Morden an etwa 30 Kranken und Behinderten. Diese wurden in ihren Behausungen oder nahe dem Kloster erschossen. Danach erfolgte am 21. Mai die Massenhinrichtung von 1000 bis 1600 ausgesonderten Angehörigen des Klerus. Sie wurden mit bis zu 40 Militärlastern zur Hinrichtungsstätte in der umliegenden Ebene von Laga Wolde gefahren, wo sie nach dem Schießbefehl eines italienischen Offiziers von Askaris getötet wurden. Am 26. Mai folgte schließlich die Ermordung der verbliebenen 400 bis 500 Theologiestudenten und Pilger auf der abgeschiedenen Ebene von Engecha nahe der Stadt Debre Berhan.
Vor ihrem Abrücken plünderten die italienischen Soldaten noch den Klosterschatz, wobei hunderte von unersetzlichen Gegenständen entwendet wurden, darunter Goldkronen einstiger abessinischer Kaiser, alte Messgewänder und religiöse Schriften. Dem schwer angeschlagenen Land gingen dadurch zusätzlich wertvolle Teile seines kulturellen Erbes unwiederbringlich verloren. Nach dem Zweiten Weltkrieg strebte Äthiopien eine Auslieferung italienischer Kriegsverbrecher an und bemühte sich um deren strafrechtliche Verfolgung, scheiterte damit aber letztlich am Widerstand Italiens sowie der alliierten Siegermacht Großbritannien. In der neueren Forschung gilt das Massaker als ein in der gesamten weltweiten Kolonialgeschichte einzigartiger Fall von Brutalität gegen eine religiöse Gemeinschaft sowie als das blutigste Massaker an Christen auf dem afrikanischen Kontinent. Diskutiert werden außerdem mögliche Parallelen zwischen der Okkupationspolitik des faschistischen Italien in Äthiopien und der ersten Phase der späteren deutschen Besatzungsherrschaft in Polen.